# サド・ウェバー
サド・ジョージ・ウェバー（Thad George Weber, 1984年9月28日 - ）は、アメリカ合衆国・ネブラスカ州セイリーン郡フレンド出身の元プロ野球選手（投手）。右投右打。

## 経歴

### プロ入り前
ネブラスカ大学リンカーン校在学時の2007年、MLBドラフト35巡目（全体1065位）でシンシナティ・レッズから指名されるもこの時は入団せず。

### プロ入りとマイナー時代とタイガース時代
2008年のMLBドラフト16巡目（全体493位）でデトロイト・タイガースから指名され、プロ入り。
2012年4月21日にメジャーに昇格した。翌日の22日のテキサス・レンジャース戦でメジャーデビューを果たした。メジャーでは、2試合に登板した。4月26日にマイナーに降格した。

### パドレス時代
2012年8月23日にウェイバー公示を経てサンディエゴ・パドレスへ移籍した。
2013年5月7日にDFAとなった。

### ブルージェイズ時代
2013年5月19日にウェイバー公示を経てトロント・ブルージェイズへ移籍した。マイナー・オプションで傘下のAAA級バッファロー・バイソンズへ異動されたが、25日にメジャーに昇格した。28日にAAA級バッファローに降格した。6月9日に再昇格したが、試合終了後に再降格した。8月13日にジョシュ・ジョンソンの故障者リスト入りに伴って再昇格した。19日に降格したが、翌日の20日のニューヨーク・ヤンキース戦がダブルヘッダーだったため、ダブルヘッダーに伴う26人枠で再昇格した。

### NCダイノス時代
2013年12月11日にKBOのNCダイノスと契約を結んだ。2014年は9勝を記録したが、外国人選手枠が2015年より前年の4名（新球団2年目までの特例）から他球団と同じ3名に減るため、2014年シーズンオフに退団した。

### タイガース傘下時代
2015年1月8日に古巣のタイガースとマイナー契約を結び、同年のスプリングトレーニングに招待選手として参加することになったが、メジャー昇格はならず11月6日にFAとなった。12月11日にタイガースとマイナー契約で再契約した。2016年もメジャー昇格はなく、11月7日にFAとなった。
2017年1月10日、タイガースとマイナー契約を結んで同年のスプリングトレーニングに招待選手として参加することになったが、3月30日に自由契約となった。

### ロッキーズ傘下時代
2017年5月12日にコロラド・ロッキーズとマイナー契約を結び、傘下のAAA級アルバカーキ・アイソトープスへ配属された。16試合に登板し、1勝7敗、防御率7.85の成績に終わり、10月31日に自由契約となった。

### 現役引退後
2018年よりシカゴ・カブスのスカウトを務めている。

## 詳細情報

### 年度別投手成績
| 年 度    | 球 団    | 登 板 | 先 発 | 完 投 | 完 封 | 無 四 球 | 勝 利 | 敗 戦 | セ 丨 ブ | ホ 丨 ル ド | 勝 率 | 打 者 | 投 球 回 | 被 安 打 | 被 本 塁 打 | 与 四 球 | 敬 遠 | 与 死 球 | 奪 三 振 | 暴 投 | ボ 丨 ク | 失 点 | 自 責 点 | 防 御 率 | W H I P |
| -------- | -------- | ----- | ----- | ----- | ----- | -------- | ----- | ----- | -------- | ----------- | ----- | ----- | -------- | -------- | ----------- | -------- | ----- | -------- | -------- | ----- | -------- | ----- | -------- | -------- | ------- |
| 2012     | DET      | 2     | 0     | 0     | 0     | 0        | 0     | 1     | 0        | 0           | .000  | 24    | 4.0      | 10       | 0           | 2        | 0     | 0        | 1        | 0     | 0        | 4     | 4        | 9.00     | 3.00    |
| 2013     | SD       | 3     | 0     | 0     | 0     | 0        | 0     | 0     | 0        | 0           | ----  | 35    | 9.0      | 5        | 1           | 5        | 0     | 0        | 6        | 0     | 0        | 2     | 2        | 2.00     | 1.11    |
| 2013     | TOR      | 5     | 0     | 0     | 0     | 0        | 0     | 1     | 0        | 0           | .000  | 26    | 6.0      | 7        | 1           | 3        | 0     | 0        | 4        | 0     | 0        | 3     | 2        | 3.00     | 1.67    |
| '13計    | TOR      | 8     | 0     | 0     | 0     | 0        | 0     | 1     | 0        | 0           | .000  | 61    | 15.0     | 12       | 2           | 8        | 0     | 0        | 10       | 0     | 0        | 5     | 4        | 2.40     | 1.33    |
| 2014     | NC       | 24    | 23    | 1     | 0     | 0        | 9     | 6     | 0        | 0           | .600  | 512   | 118.0    | 132      | 13          | 42       | 0     | 3        | 85       | 5     | 2        | 66    | 60       | 4.58     | 1.48    |
| MLB：2年 | MLB：2年 | 10    | 0     | 0     | 0     | 0        | 0     | 2     | 0        | 0           | .000  | 85    | 19.0     | 22       | 2           | 10       | 0     | 0        | 11       | 0     | 0        | 9     | 8        | 3.79     | 1.68    |
| KBO：1年 | KBO：1年 | 24    | 23    | 1     | 0     | 0        | 9     | 6     | 0        | 0           | .600  | 512   | 118.0    | 132      | 13          | 42       | 0     | 3        | 85       | 5     | 2        | 66    | 60       | 4.58     | 1.48    |

- 「-」は記録なし

### 背番号
- 54（2012年）
- 56（2013年 - 同年途中、2014年）
- 51（2013年途中 - 同年終了）